# 集體自衛權
集體自衛權（英語：Right of Collective Self-defense）是集体主义在军事运作方面的一種超越自我“國防”范畴的概念，簡言之就是，在自我没有受到任何军事威胁的状态下，积极出兵海外、参与多方军事集团共同介入他國戰爭事务，視為一種進攻作戰的潛在概念，与本国关系密切的国家卷入他国武力纷争时，无论自身是否受到攻击，都有用武力进行主動介入以打击某一方。即一个军事集团的相关成员在其中的军事盟主的统一领导下，在某一成员所卷入军事纷争时进行相互武装协助、並互相實行集體进攻的军事行为；冷戰時期的兩大軍事合作組織：北約以及華約，即以此概念運作的國家群體。
集體自衛權是現代地緣政治下的產物，但中國春秋戰國時代的「合縱」便已有類似概念。1945年制定的《联合国宪章》第51条规定，主权国家拥有单独或是集体自衛的固有权利，這成為日後美国和苏联分别组建北约及华约组织的法律基础。此外，战争对二戰後施行和平憲法的日本是一個十分敏感的話題，故雖然已經有單獨自衛能力，但對於是否承認集體自衛仍模糊其詞，因周邊區域的軍事風險一直存在，有部分黨派爭取在現行法律架構下行使保守的集體自衛權，爭議多年後在2016年通過安保法案正式解禁日本的集體自衛權。

## 概述
集體自衛權可以視同一军事强权集团成员在對其所敌视的独立國或其盟邦实施壓倒性軍力对抗時的出路，透過集體自衛以减小压制敌对國使用軍事手段的風險性和複雜性，從而减小对军事敌对方实施军事入侵可能遭受失败的风险。雖然加入集體自衛協議的成員國並不表示屆時一定會介入其他成員國遭攻擊的處境，更多時候國際與國內政治情勢對於一國的行為有最終影響，而象徵性的預留集體自衛權，最重要功能是在於保有一定的外交籌碼。比较著名的例子是二战时期的轴心国、同盟国，以及冷戰時期成立的北約與華約組織。

## 约定可行使集体防御的军事同盟
- 北大西洋公约组织
- 集体安全条约组织
- 美日安保条约
- 美韩共同防御条约
- 美菲联防条约
- 中朝友好合作互助条约